# Oxazolina
Oxazolina é um composto orgânico heterocíclico de cinco membros contendo tanto um átomo de oxigênio como um de nitrogênio. Foi primeiramente caracterizado em 1889 e foi nomeado em linha com a nomenclatura Hantzsch–Widman.